# Грязнов, Пётр Константинович
Пётр Константинович Грязнов (1903—1969) — деятель органов охраны правопорядка, начальник УРКМ и член тройки НКВД по Восточно-Сибирской области, майор.

## Биография
Родился в русской семье, член РКП(б) с 1920.
Служил в органах государственной безопасности. Работал начальником уголовного розыска по Иркутской области. На 20 декабря значится как начальник отдела УРКМ полномочного представительства ОГПУ по Уралу. Затем заместитель начальника УРКМ по Восточно-Сибирскому краю.
С 27 сентября 1936 и до ареста являлся помощником начальника УНКВД и начальником УРКМ, членом тройки по Восточно-Сибирской области.
Арестован 29 июня 1938, обвинялся по статьям 58, п. 1 «а», 58, п. 2, 58, п. 8, 58, п. 11 УК РСФСР (измена Родине, повстанчество, терроризм, контр-революционная организация), исключён из партии. 29 января 1940 дело прекращено военной прокуратурой войск НКВД, освобождён и реабилитирован.
Окончил Камышловское военно-пехотное училище и Ташкентское высшее общевойсковое командное училище имени В. И. Ленина. В сентябре 1941 был назначен комиссаром военного госпиталя на улице Степана Разина в Свердловске, руководил его организацией, после ушёл на фронт, прошёл Польшу, Чехословакию, Третий рейх, вернулся в 1947.
В 1945 начальник агитационной машины и лектор дома Красной армии 2-го Белорусского фронта.
Служил в Ставке Верховного главнокомандования и в политическом управлении фронта. Также работал в доме офицеров ПУ СГВ (политического управления Северной группы войск).
После окончания войны возглавлял свердловский городской комитет ДОСААФ.
Скончался 1 февраля 1969 года. Похоронен на Широкореченском кладбище Екатеринбурга.

### Звания
- капитан милиции, 11.07.1936.
- капитан;
- майор.

### Награды
- медаль За освобождение Варшавы, 17.01.1945.
- медаль За взятие Кёнигсберга, 10.04.1945.
- медаль За Одер, Нису, Балтику.
- медаль За победу над Германией, 03.08.1945.
- знак Почётный работник ВЧК-ОГПУ (XV), 20.12.1932.
- орден Красной Звезды, № 1085219, 08.03.1945.
- орден Отечественной войны II степени, № 696836, 24.09.1945.
- орден Красного знамени, № 230873.
- медаль За трудовую доблесть, 28.10.1967.
- медаль Участник трудового фронта 20 лет ВОВ.
- медаль Участник трудового фронта 30 лет ВОВ.
- медаль Участник трудового фронта 40 лет ВОВ.
- медаль За доблестный труд. В честь 100-летия В. И. Ленина, 1970.
- медаль XX лет победы в ВОВ, 07.05.1965.